# فرانز فون روكيس
فرانز فون روكيس (1 سبتمبر 1877 - 7 أغسطس 1967) جنرالًا ألمانيًا خلال الحرب العالمية الثانية. كان قائد المنطقة الخلفية لمجموعة الجيوش الشمالية خلف مجموعة الجيوش الشمالية من مارس 1941 إلى أبريل 1943.
مثل المناطق الخلفية لمجموعة الجيوش الأخرى، كانت الأراضي الخاضعة لسيطرة روكيس مواقع القتل الجماعي خلال المحرقة وغيرها من الجرائم ضد الإنسانية التي تستهدف السكان المدنيين. عمل قادة المنطقة الخلفية بالتوازي وبالتعاون مع كبار قوات الأمن الخاصة وقادة الشرطة المعينين من قبل رئيس قوات الأمن الخاصة، هاينريش هيملر، لكل من المناطق الخلفية لمجموعة الجيوش.  على حد تعبير المؤرخ مايكل باريش، فإن قادة الجيش هؤلاء «ترأسوا إمبراطورية من الرعب والوحشية». 

### اقتباسات
1. ↑  Megargee 2007.
2. ↑  Parrish 1996.

- Hill، Alexander (2005). The War Behind The Eastern Front: The Soviet Partisan Movement In North-West Russia 1941–1944. London & New York, NY: Frank Cass. ISBN:978-0-7146-5711-0.
- Megargee، Geoffrey P. (2007). War of Annihilation: Combat and Genocide on the Eastern Front, 1941. Rowman & Littlefield. ISBN:978-0-7425-4482-6. مؤرشف من الأصل في 2022-08-07.
- Parrish، Michael (1996). The Lesser Terror: Soviet State Security, 1939–1953. Praeger Press. ISBN:978-0-275-95113-9. مؤرشف من الأصل في 2018-09-17.

### Further reading
- Beorn، Waitman Wade (2014). Marching into Darkness: The Wehrmacht and the Holocaust in Belarus. Cambridge, MA: Harvard University Press. ISBN:978-0-674-72550-8.
- Blood، Phillip W. (2006). Hitler's Bandit Hunters: The SS and the Nazi Occupation of Europe. Potomac Books. ISBN:978-1-59797-021-1.